# Torisetsu
Singles de Kana Nishino
Moshimo Unmei no Hito ga Iru no Nara
(2015)
Torisetsu (トリセツ) est le 27e single de la chanteuse de J-pop Kana Nishino.

## Présentation
Il est sorti sous le label SME Records Inc. le 9 septembre 2015 au Japon. Il sort au format CD et CD+DVD. Il atteint la 6e position à l'Oricon. Il se vend à 25 400 exemplaires la première semaine et reste classé 4 semaines pour un total de 39 284 exemplaires vendus. Torisetsu a été utilisée comme thème musical pour le film Heroine Shikkaku.

## Pistes
Toutes les paroles sont écrites par Kana Nishino.
| 1. | Torisetsu (トリセツ)      | Shoko Mochiyama DJ Mass(VIVID Neon*) etsuco |  |
| 2. | A-Gata no Uta (A型のうた) | Kentaro(Andersons) Dominika(Andersons)      |  |
| 3. | True Love                 | Shoko Mochiyama DJ Mass(VIVID Neon*)        |  |

| 1. | Behind the scenes of “Torisetsu” Photo Session |  |